# Istenszülő születése fatemplom (Völcsök)
A völcsöki Istenszülő születése fatemplom műemlékké nyilvánított épület Romániában, Szilágy megyében. A romániai műemlékek jegyzékében az  SJ-II-m-A-05138 sorszámon szerepel.